# بيت الزوار (الحيمة الخارجية)

تعديل مصدري - تعديل

بيت الزوار هي إحدى قرى عزلة بني سليمان بمديرية الحيمة الخارجية التابعة لمحافظة صنعاء، بلغ تعداد سكانها 911 نسمة حسب تعداد اليمن لعام 2004.